# Gianni Burattoni
Gianni Burattoni, né le 18 janvier 1947 à Russi, dans la province de Ravenne, est un artiste italien, dessinateur, peintre, graveur et auteur d'installations. Centré sur la nature, le paysage et les jardins, son travail combine les arts plastiques, le projet et la poésie pour explorer la métamorphose, la métaphore et la mythologie. Il est également traducteur de l'italien vers le français. Il vit et travaille à Paris et à Aspet (Haute-Garonne).

## Biographie
Gianstefano (diminutif Gianni) Burattoni naît à Russi (province de Ravenne, Italie) en 1947. Formé à la gravure, il est diplômé de l’Accademia di belle arti di Ravenna (Italie) et de l’Istituto Nazionale per l'Istruzione e l'Addestramento nel settore artigiano (Florence, Italie).
Il s'installe à Paris dans les années 1970 et fait la connaissance de Louis Aragon, qui lui propose bientôt de l'héberger chez lui, rue de Varenne : « Tu dormiras dans la chambre de Rostropovitch. » Une amitié profonde s'instaure entre eux et Burattoni rejoint le cercle des proches d'Aragon, parmi lesquels les écrivains Renaud Camus et Jean Ristat, qui sera son exécuteur testamentaire. « Les remarques d’Aragon sur les artistes et sur certains aspects de l’art, expliquera Burattoni, au-delà du côté drôle ou extrêmement perspicace, m’ouvraient des perspectives et des champs d’une infinie liberté d’esprit. C’était un peu comme s’il me disait : « tu es un artiste libre, libre de tout, même de ton style. » C’est pour cette raison, peut-être, – je m’en rends compte aujourd’hui – qu’Aragon accepta d’être mon modèle pendant un an. »
Après avoir décidé dès 1976 de se concentrer sur les parcs et les jardins, Burattoni commence à exposer en 1977 à la Galleria Interarte à Milan et à la Librairie Flammarion du Centre Georges-Pompidou. Il développe une nouvelle approche du paysage, faisant appel à une multitude de formes – installation, fiction, projet de fabrique architecturale, aquarelle, gravure, inscription, texte, intervention – et traitant le paysage non pas comme un produit mais plutôt comme un outil d’intervention dans les problématiques artistiques, philosophiques, politiques, etc.
De 1982 à 1986, il travaille avec l'artiste et écrivain René Fouque (époux de la féministe Antoinette Fouque) et le duo signe « Burattoni & Fouque ». À partir de 1994, il forme un nouveau duo, « Burattoni & Abrioux », avec Yves Abrioux, professeur de littérature anglaise à l’université Paris-VIII et spécialiste de l'histoire et la théorie des jardins et du paysage.
Le travail de Burattoni repose sur la collaboration avec des poètes, écrivains et essayistes (outre Yves Abrioux, notamment Jean Ristat et Franck Delorieux), ainsi qu'avec des philosophes, sociologues et historiens (Massimo Venturi Ferriolo, Jacques Leenhardt, Monique Mosser).
Il a régulièrement collaboré avec la revue Digraphe (Mercure de France), de 1985 à 2002, et assure à partir de 2003 une chronique sur l'art contemporain dans les Lettres françaises.
Il a par ailleurs enseigné à l’université Paris-VIII et à l’École nationale supérieure d’architecture de Paris-Malaquais.
Après avoir un temps adhéré au Parti communiste français, Burattoni est resté engagé à gauche, soutenant par exemple Robert Hue lors de l'élection présidentielle française de 2002, puis le Front de gauche lors des élections européennes de 2009 et en vue de l'élection régionale de 2010 en Île-de-France et de l'élection régionale de 2010 en Midi-Pyrénées.
Gianni Burattoni épouse à Aspet le 18 octobre 2014 Jean Ribet, enfant du pays, baryton/basse, qui chante comme choriste et soliste dans le chœur de chambre de Paris et dans l'ensemble vocal Otrente.

## Influences
Si l'intimité avec Aragon l'a probablement marqué durablement, l'un des artistes dont Gianni Burattoni se dit le plus proche est le poète concret d'origine écossaise Ian Hamilton Finlay (1925-2006), auteur du jardin Little Sparta près d’Édimbourg. Burattoni confiait en 2011 à ce sujet : « Dans le néoclassicisme, ce qui m’intéresse, ce n’est pas le classique mais le néo : comment on utilise ce classicisme. En 1971, quand j’ai vu, au travers de photographies, les premières œuvres d’Ian Hamilton Finlay, réalisées deux ou trois ans avant, je suis entré en transe. En plein moment où l’avant-garde s’affichait, une avant-garde qui rabâchait ce qui avait déjà été fait cinquante ans auparavant, la rupture la plus féroce que j’avais vue était de mettre des socles de colonne aux arbres. Il avait tout compris du rapport entre le végétal et l’architecture, entre le vivant et l’artificiel. J’ai pris peur devant l’étendue immense de l’œuvre de Finlay. Il me coupait l’herbe sous les pieds. Mais j’ai pris les portes qu’il ouvrait pour les utiliser. Il n’a pas été le premier à utiliser l’écriture dans le jardin. Il y eut avant lui William Shenstone, au XVIIIe siècle, premier poète jardinier, néoclassique du monde occidental, mais aussi à la Renaissance italienne et dans les jardins romains. Je me considère néoclassique à cause de ce fond – il ne s’agit pas de sources – avec lequel je suis né. » Burattoni fera d'ailleurs partie des défenseurs de Finlay lors de la polémique entourant en 1989 son projet de jardin de pierre pour célébrer le Bicentenaire de la Révolution française,.
Outre le modèle du néoclassicisme, Burattoni apparaît d'après Franck Delorieux « influencé par les avant-gardes historiques, par Duchamp ou le constructivisme ».
Parmi les références revendiquées par son travail figure notamment le philosophe présocratique Héraclite, dont il cite fréquemment certains aphorismes : « La nature originelle aime se cacher » ; «  Ne dit pas, ne cache pas, suggère. »

## Réception critique
Selon Jacques Leenhardt, « l'œuvre singulière de Gianni Burattoni s’est développée à Paris à partir des étendues plates des Valli di Comacchio, dans l’immensité vaporeuse de son enfance où se perdent les horizons de l’Adriatique. Ce contraste qui tend au paradoxe ouvre sur un travail toujours en fausses évidences. ».
Pour Gérard-Georges Lemaire, Burattoni est « sans nul doute l’un des créateurs les plus brillants de sa génération. Sa démarche n’est ni expérimentale, ni radicale, ni spectaculaire. Et pourtant, il n’a jamais hésité à se confronter aux confins du langage plastique. Son univers intérieur, fruit d’une véritable alchimie esthétique, repose sur un apparent paradoxe entre ses passions pour l’art néoclassique et pour l’art des jardins et sa faculté de s’insinuer dans le champ le plus audacieux de la contemporanéité. En manipulant l’ancien et le moderne, il vise l’invention d’un langage qui métamorphose son œuvre en un étrange théâtre de la mémoire. ».

## Œuvres et expositions
- 1977
  - exposition personnelle, Galleria Interarte, Milan (Italie)
  - Falsifications, exposition avec Jean-Louis Rabeux, à Paris, librairie Flammarion du centre Georges-Pompidou, du 3 juin au 20 juin 1977, au Festival international de Carthage, à partir du 28 juillet 1977 et à Marseille, galerie H. et Multiple, à partir du 22 septembre 1977
- 1979
  - exposition personnelle, Galerie Facchetti, Paris
- 1981
  - exposition personnelle, Galleria Griffone, Messine (Italie)
- 1982
  - exposition personnelle, Galerie Soligo, Rome (Italie)
- 1983
  - exposition personnelle, Galerie Créatis, Paris
- 1986
  - exposition collective, Bruno Facchetti Gallery, New York (États-Unis)
- 1987
  - exposition personnelle, Musée d’Art contemporain de Dunkerque
  - Parc-Passage, inaugure sa collaboration avec la Galerie Polaris, Paris : expositions et d’interventions sur le paysage
- 1994
  - Hommage à Claude Monet pour la venue de l’été, Maison des Arts, Évreux
  - Jardin invisible, projet d’aménagement à Aspet (Haute-Garonne) : début des expériences menées autour du concept Essais de paysage en France et à l’étranger
- 2001
  - Jardin caché n°1. Projet d'ornementation pour l'entrée des grottes. Polyptyque, graphite sur ardoises
- 2003
  - Portrait Paysage, installation paysagère, Castelnaudary
  - Le Génie du potager, promenade artistique, Vaillhant
  - Peinture monumentale, faculté de chimie, Montpellier
  - Le Génie du lieu, Antichan-de-Frontignes
  - Un jardin pour Aragon, Fondation Aragon
- 2004
  - De l'écriture à la peinture, Le château, Tours
  - Paysager au quotidien, Antichan-de-Frontignes
  - Espace : tension et structure, Camac
- 2005
  - Un jardin pacifique, université d'Orléans
  - L’Étoffe du paysage, Antichan-de-Frontignes
- 2006
  - Les Territoires Fondation espace écureuil, Toulouse - Lac du Calle, Fourquevaux - Maison de Cagire, Aspet
  - Le Spectre des jardins, Fondation de Coubertin, Saint-Rémy de Chevreuse
  - Restauro del paesaggio, Faculté d'architecture, Florence (Italie)
  - Projet pour la porte cochère, Musée de la chasse et de la nature, Paris
- 2007
  - Le Rêve de Goitzsche-Wald, Sala Gregorina, Trivoli (Italie)
  - 22 Stèles pour Goitzsche-Wald, Bitterfeld (Allemagne)
  - Sguardo dai theatron, Politechnico di Milano (Italie)
  - Des paysages, Antichan-de-Frontignes
  - Le Jardin comme labyrinthe du monde, Auditorium Musée du Louvre, Paris (conférence/performance)
- 2009
  - L'Herbier d'Héraclite, série. Dessin, crayon de couleur et brou de noix sur papier
  - L'Herbier d'Ovide / Métamorphose. Polyptyque. Dessin, crayon graphite et crayon de couleur sur papier (31,5 x 25,5 cm l'un), encadrés
  - L'Herbier de Byron ( Fight for beauty). Installation : habillage des colonnes. Dessin à l'encre sur papier déchiré
  - Jardin invisible n°4, billets amicaux. Polyptyque, dessins à la mine de plomb sur papier « cigarette » (76,5x60 cm l'un), encadrés
- 2010
  - Exposition du 8 janvier au 20 février 2010 à la Fondation d'entreprise Caisse d'épargne Midi-Pyrénées, Toulouse
- 2012
  - Jardin caché, exposition du 10 mai au 2 juin à la Galerie Briobox de Paris

## Publications
- Gianni Burattoni, René Fouque, Enzo Pezzi, De natura rerum, Imola, Grafiche Galeati, 1984, 24 p.
- Alberto Moravia, Journal européen, traduit de l'italien par Denis Fernandez-Récatala et Gianni Burattoni, préface de Daniel Rondeau, Paris, Écriture, 1994, 285 p.
- Burattoni & Abrioux [Gianni Burattoni et Yves Abrioux], « 32 propositions sur les jardins, le paysage, la rhétorique et la mémoire », dans Monique Mosser et Philippe Nys (dir.), Le Jardin, art et lieu de mémoire, Besançon, Les Éditions de l'Imprimeur, 1995, p. 405-417.
- Burattoni & Abrioux [Gianni Burattoni et Yves Abrioux], Promenade, Apt, Eraklea, et Avignon, Legta, 1996, 20 p.
- Burattoni & Abrioux [Gianni Burattoni et Yves Abrioux], « Couleur, jardin, ville », Interfaces, n° 9, 1996, p. 7-16.
- Gianni Burattoni et Franck Delorieux, « Du labyrinthe comme figure du sublime », dans Hervé Brunon (dir.), Le Jardin comme labyrinthe du monde, Paris, Presses de l'université Paris-Sorbonne-Musée du Louvre éditions, 2008, p. 249-267.
- Michèle Lesbre et Gianni Burattoni, Disparitions bucoliques, Paris, Le Promeneur, 2010, 49 p.
- Michèle Lesbre, Où sont les arbres ?, dessins de Gianni Burattoni, Paris, Circa 1924, 2012.
- Massimo Venturi Ferriolo, Le Démesurable : une démarche de paysage, traduit de l'italien par Gianni Burattoni et Jean Ribet, Valenciennes, Presses universitaires de Valenciennes, 2015, 208 p.